# Antonio Mateos
Antonio Mateos é um diretor de arte estadunidense. Venceu o Oscar de melhor direção de arte na edição de 1971 por Patton, ao lado de Urie McCleary, Gil Parrondo e Pierre-Louis Thévenet.